# R.J. Barrett
Rowan Alexander "R.J." Barrett Jr., född 14 juni 2000 i Toronto i Ontario, är en kanadensisk professionell basketspelare (SG/SF) som spelar för Toronto Raptors i National Basketball Association (NBA). Han har tidigare spelat för New York Knicks.
Barrett draftades av New York Knicks i första rundan i 2019 års draft som tredje spelare totalt.
Innan han blev proffs studerade Barrett på Duke University och spelade för deras idrottsförening Duke Blue Devils.